# Coyhaique

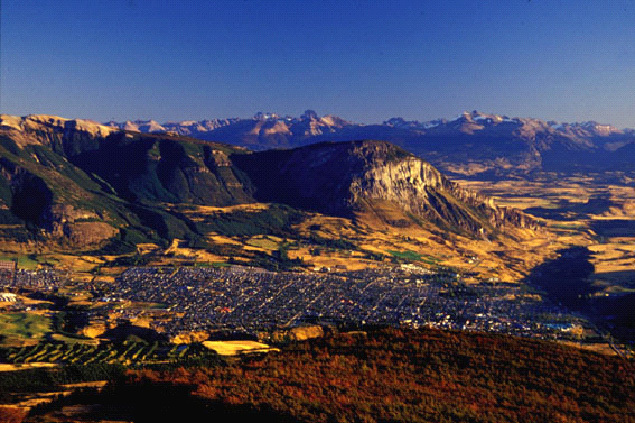

Coyhaique là thành phố ở phía nam Chile.
Coihaique ở Patagonia, là thủ phủ của cả tỉnh Coyhaique và vùng Aysén của Chile. Được thành lập bởi những người định cư vào năm 1929, đó là một thành phố trẻ. Cho đến thế kỷ hai mươi, Chilê tỏ ra ít quan tâm đến việc khai thác khu vực Aisén ở xa. Đường Carretera Austral khai trương vào những năm 1980.

## Địa lý và khí hậu
Coyhaique có diện tích 43.297 km2 (16.717 dặm vuông). Nó được bao quanh bởi các con sông (Simpson và Coyhaique) và theo các ngọn núi. Những ngọn núi có thể được bao phủ bởi tuyết suốt cả năm, do đó Coihaique đôi khi được gọi là thành phố tuyết vĩnh cửu.
Dưới sự phân loại khí hậu Köppen, Coyhaique có khí hậu đại dương (Cfb),, mặc dù ít ướt hơn các khu định cư ven biển như Puerto Montt hay Puerto Aysén vì các dãy núi ven biển tạo ra sự che chắn đáng kể từ những cơn gió tây. Nhiệt độ trung bình trong những tháng tháng 11 đến tháng 4, trong khi từ tháng 5 đến tháng 10, nhiệt độ lạnh và kèm theo khả năng tuyết rơi.

## Nhân khẩu
Theo cuộc điều tra dân số năm 2002 của Viện Thống kê Quốc gia, Coyhaique có 50.041 cư dân (25.453 nam giới và 24.588 phụ nữ). Trong đó, 44.850 (89,6%) sống ở khu vực thành thị và 5.191 (10,4%) ở nông thôn. Dân số tăng 15,6% (6.744 người) giữa cuộc tổng điều tra năm 1992 và năm 2002. 

## Hành chính
Là một cộng đồng tự quản, Coyhaique là nhánh quản lý cấp ba của Chi lê do một hội đồng thành phố quản lý, do một alcalde được bầu trực tiếp mỗi bốn năm một lần. Các alcalde 2012-2016 là Alejandro Huala Canumán (PS). Trước đó ông đã có Omar Muñoz Sierra (UDI) từ năm 2008 đến năm 2012 và David Sandoval Plaza (cũng là UDI), người đã phục vụ từ năm 2000 đến năm 2008.